# غریبه‌ای درون یک زن
غریبه‌ای درون یک زن (به ژاپنی: 女の中にいる他人, Onna no naka ni iru tanin) (به انگلیسی: The Stranger Within a Woman) فیلمی سیاه و سفید در ژانر درام و جنایی به کارگردانی میکیو ناروسه است که در سال ۱۹۶۶ منتشر شد. از بازیگران آن می‌توان به کیجو کوبایاشی و میچیو آراتاما اشاره کرد. این فیلم بر اساس رمان خط نازک (The Thin Line) اثر ادوارد عطیه ساخته شده‌است.